# Book History
Book History es una revista académica fundada en 1998 y es la publicación oficial de la Society for the History of Authorship, Reading and Publishing. Es publicada anualmente por la Johns Hopkins University Press.
La publicación está dedicada al estudio de la Historia del libro, lo que incluye el proceso de creación, los derechos de autor, la edición, la comercialización, los medios de difusión y la recepción por el público y la crítica. También publica investigaciones relacionadas con estos temas de cualquier clase de material manuscrito o impreso.